# Ozotypie
Die Ozotypie ist ein fotografisches Edeldruckverfahren aus der Anfangszeit der Fotografie. Thomas Manly erfand 1899 diese Methode des Pigmentdrucks, die später vom Ozobrom-Verfahren abgelöst wurde.
Es handelt sich um eine Variation des Kohledrucks. Ein Chromgelatinepapier, das mit Kaliumdichromat und Mangansulfat lichtempfindlich gemacht wurde, wird dabei im Kontaktverfahren mit einem Negativ belichtet. Es entsteht ein aus braunem Chromoxid und Manganchromat bestehendes Bild. Im Anschluss daran wird ein Tuch aufgepresst, das mit einer Mischung aus Kohlepigment, verdünnter Essigsäure und Hydrochinon getränkt ist. Durch die gerbende Wirkung des Hydrochinons auf die bei der Belichtung entstandenen chromhaltigen Bildstellen härtet daraufhin die Kohle-Emulsion in der Chromgelatineschicht proportional zur Belichtung aus. Die Blätter werden getrennt und die unbelichtete (ungehärtete) Gelatineschicht in warmem Wasser ausgewaschen.